# Super-twisted nematic

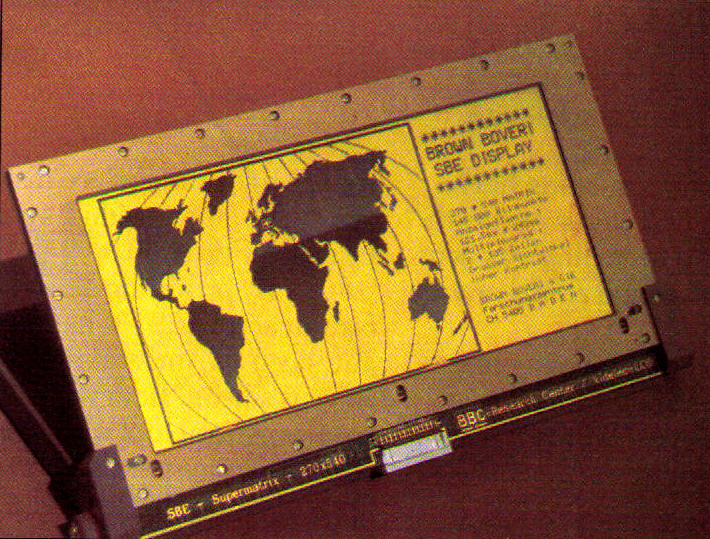
Pioneros de la pantalla LCD de matriz pasiva STN, Brown Boveri, Suiza, 1984

Una pantalla super-twisted nematic (STN) es un tipo de Pantalla de cristal líquido (LCD) monocromo de matriz pasiva. Este nuevo tipo de LCD fue inventado en el Brown Boveri Research Center, Baden, Suiza, en 1983. 
Durante años se buscó un mejor esquema de multiplexación. Una pantalla LCD twisted nematic (TN) con la estructura de sus moléculas retorcidas unos 90 grados tiene unas características de contraste frente a voltaje inadecuadas para un direccionamiento por matriz pasiva ya que no hay tensión de umbral distinto. Las pantallas STN, con las moléculas retorcidas 180-270 grados, tienen características superiores. La principal ventaja de STN LCD es su umbral de electro-óptica más pronunciado lo que permite direccionamiento por matriz pasiva con muchas más líneas y columnas. El primer prototipo de una pantalla de matriz STN con 540x270 píxeles fue creado por Brown Boveri (actualmente ABB) en 1984, que fue considerado un gran avance para la industria.
Los STN LCDs requieren menos energía y son más baratos de fabricar que los TFT LCDs, otro tipo popular de LCD que ha sustituido mayoritariamente a STN en la mayoría de dispositivos portátiles. Las pantallas STN sufren típicamente de menor calidad de imagen y un tiempo de respuesta más lento que las pantallas TFT. Sin embargo, los STN LCDs pueden hacerse puramente reflexivo para ver bajo la luz solar directa. Pantallas STN se utilizan en algunos teléfonos móviles de bajo costo y las pantallas de información de algunos productos digitales.  A principios de la década de 1990, habían sido utilizadas en algunos ordenadores portátiles, como los Amstrad PPC 512 y 640.

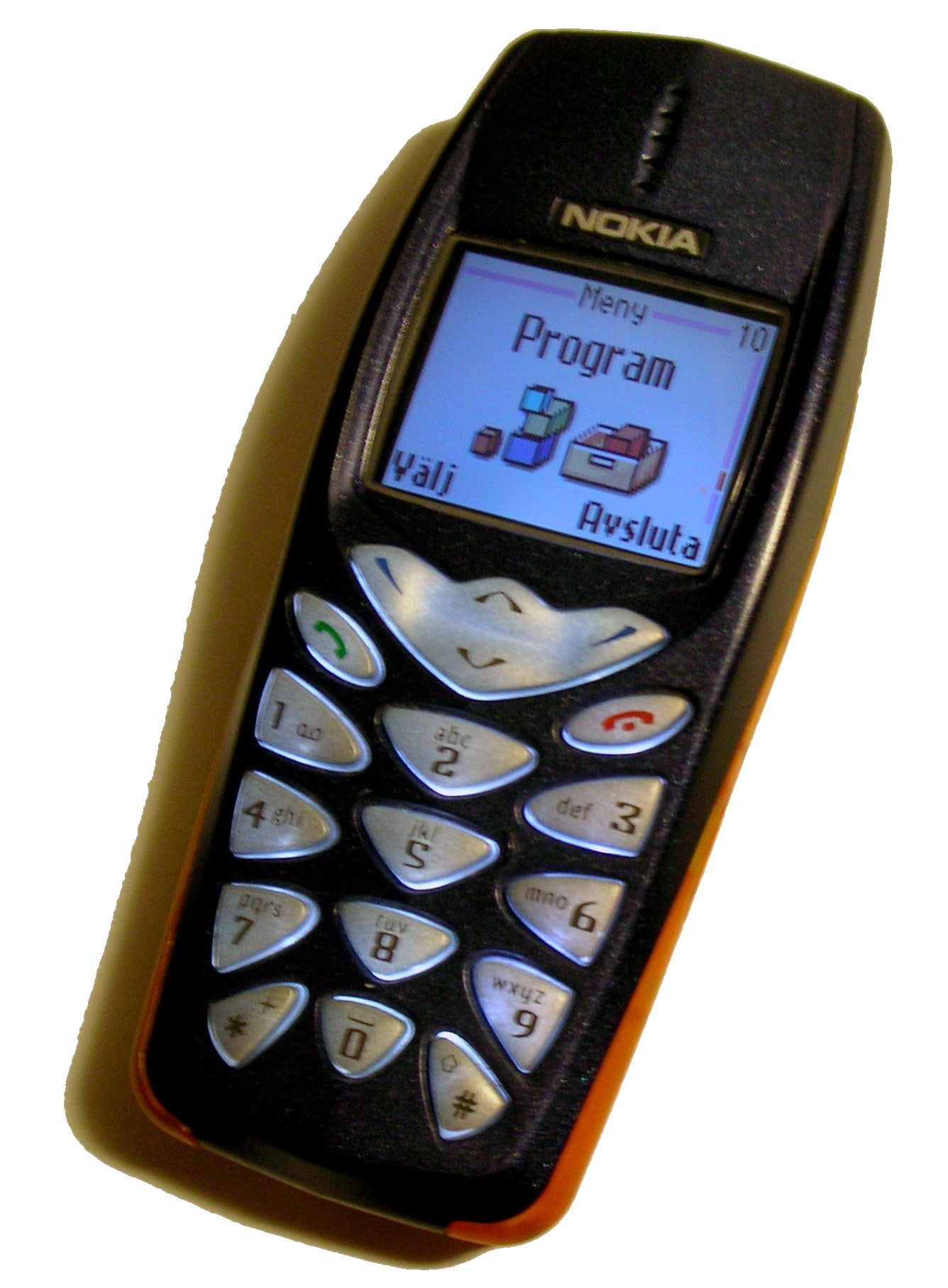
CSTN de 12 bits en un teléfono Nokia 3510i

CSTN representa color super-twist nematic, una pantalla de cristal líquido de matriz pasiva en color para las pantallas de visualización electrónica, originalmente desarrollado por Sharp Electronics. CSTN usa filtros rojo, verde y azul para visualizar el color. Las pantallas CSTN originales desarrollados en la década de 1990 sufrían de tiempos de respuesta lentos y efecto fantasma (donde el texto o los cambios gráficos eran borrosas debido a que los píxeles no se pueden apagar y encender la suficiente rapidez). Recientes avances en la tecnología, sin embargo, han hecho a CSTN una alternativa viable a las pantallas de matriz activa. Las nuevas pantallas CSTN ofrecen tiempos de respuesta de 100 milisegundos (en comparación las pantallas TFT LCD ofrecen 8ms o menos), un ángulo de visión de 140 grados y color de alta calidad que rivaliza con pantallas TFT; todo a la mitad del costo. Pero los avances también llegaron a TFT que acabó relegándola del mercado a dispositivos de bajo coste. Una nueva tecnología de matriz pasiva llamada High-Performance Addressing (HPA) ofrece aún mejores tiempos de respuesta y contraste que CSTN.

## Otras pantallas STN
- DSTN puede referirse a:
  - Double layer STN – Una tecnología anterior de matriz pasiva LCD que utiliza una capa de compensación adicional para proporcionar una imagen más nítida.
  - Dual Scan STN – La pantalla se divide en dos mitades, y cada mitad se escanea simultáneamente, duplicando así el número de líneas refrescadas por segundo y proporcionando una apariencia más nítida. DSTN fue ampliamente utilizado en los primeros portátiles. Ver STN y LCD.
- FRSTN – Fast Response STN
- FSTN – Film compensated STN, Formulated STN o Filtered STN.  Una tecnología LCD de matriz pasiva que utiliza un film de capa de compensación entre la pantalla STN y el polarizador trasero para añadir nitidez y contraste añadido. Fue utilizado en los ordenadores portátiles antes de que el método DSTN se hiciera popular y muchos teléfonos móviles a principios del siglo 21.
- FFSTN – Double film super-twist nematic
- MSTN – Monochrome super-twist nematic
- CCSTN – Color Coded Super Twist Nematic. Una pantalla LCD capaz de mostrar una gama limitada de colores, utilizado en algunos organizadores digitales y calculadoras gráficas en la década de 1990